# Monocesta abomaya
Monocesta abomaya es una especie de insecto coleóptero de la familia Chrysomelidae descrita en 1956 por Bechyne.